# Phil Driscoll

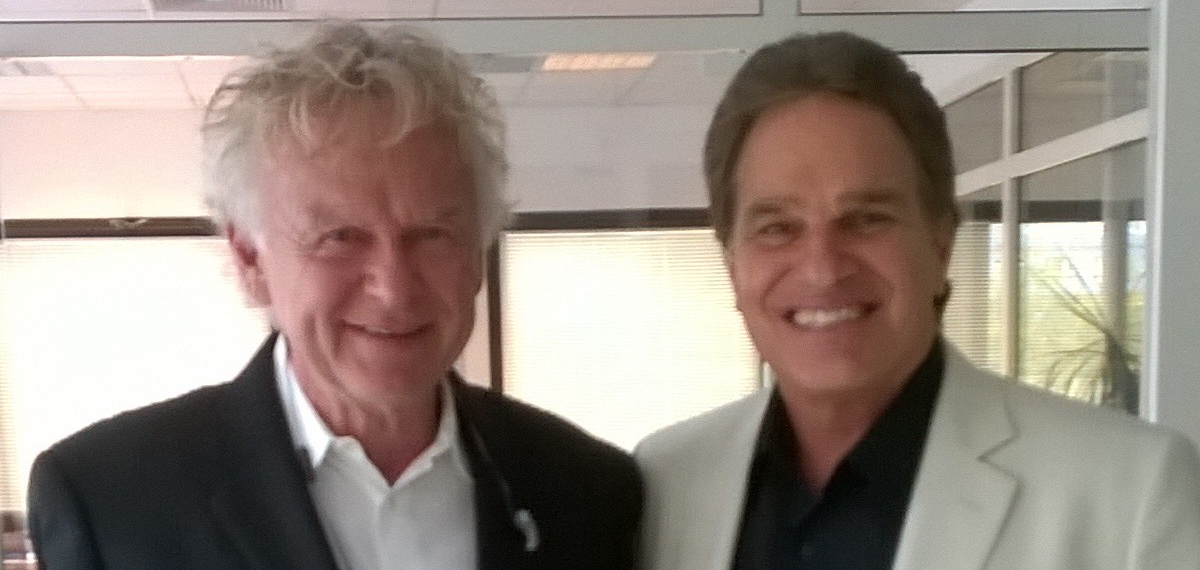
Phil Driscoll (links) und Terry MacAlmon (rechts), Berlin 2015

Phil Driscoll (* 9. November 1947 in Seattle, Washington) ist ein  US-amerikanischer Sänger, Songwriter, Trompeter und Musikproduzent, der verschiedene Stile und Musikrichtungen wie Rock and Roll, Rhythm & Blues und christliche Musik spielt.
Driscoll komponierte Lieder unter anderem für Joe Cocker, Leon Russell, Stephen Stills, sowie Blood, Sweat & Tears.

## Erfolge
Phil Driscoll erhielt 1985  für das Lied Keep the Flame Burning, zusammen mit Debby Boone einen Grammy Award in der Kategorie Best Gospel Performance by a Duo or Group.
Den GMA Dove Award für   Instrumentalist of the Year erhielt er in den Jahren 1984, 1985, 1987 und 1999.
Im Weißen Haus trat er für die US-Präsidenten Jimmy Carter, Ronald Reagan, George Bush, Bill Clinton und George W. Bush auf.

## Diskographie (Auswahl)
- Instrument of Praise, 1972
- I Exalt Thee, 1983
- Celebrate Freedom, 1984
- Convenant Children, 1984
- Inner Man, 1990
- Make Us One, 1990
- The Picture Changes, 1992
- Heaven & Nature Swing, 1993
- A Different Man, 1996
- Live Praise and Worship, 1997
- Trumpet Voice Heart & Soul, 1998
- In His Presence, 1998
- Live With Friends, 1998
- Shine the Light, 1998
- Simple Song, 1999
- Plugged In, 2000
- The Quiet, 2000
- Special Christmas Set, 2000
- Spirit of Christmas, 2000
- Sound of Christmas, 2000
- Drops of Praise, 2006
- Sound the Trumpet
- Spirit of America

Quelle: 